# Kreisleriana
Kreisleriana (op. 16) es un grupo de ocho piezas para piano, compuestas por Robert Schumann, y publicadas bajo el título de Phantasien für das Pianoforte. La obra fue compuesta en abril de 1838 y está dedicada a Frédéric Chopin. Suele decirse que es muy dramática y que es una de las mejores piezas para piano de Schumann.
Parece evidente, aunque no existe una referencia explícita a esto, que la Kreisleriana está basada en el personaje de ficción Johannes Kreisler, de E.T.A. Hoffmann. Como Kreisler, estas piezas tienen partes contrastantes, lo que parece una referencia al comportamiento maníaco depresivo del personaje, y quizás los caracteres imaginarios que representaban al mismo Schumann, Florestan y Eusebius. Más formalmente, las piezas están escritas en forma de rondó, con una sección media normalmente rápida.
Johannes Kreisler aparece en varias obras de Hoffmann, pero más notablemente en la titulada Fantasiestücke in Callots Manier (Fantasías a la manera de Callot, 1814).
Schumann mencionó frecuentemente en su correspondencia esta pieza. A su esposa, Clara Schumann, le escribió lo siguiente:

Toca mi Kreisleriana a menudo. En algunos movimientos hay ciertamente un amor salvaje, y tu vida y la mía, y cómo eres.

## Movimientos
1. Äußerst bewegt (Muy animado)
2. Sehr innig und nicht zu rasch (Muy profundo y no muy rápido)
3. Sehr aufgeregt (Muy agitado)
4. Sehr langsam (Muy lento)
5. Sehr lebhaft (Muy vivo)
6. Sehr langsam (Muy lento)
7. Sehr rasch (Muy rápido)
8. Schnell und spielend (Rápido y alegre). Schumann usó material de este movimiento en el cuarto movimiento de su primera sinfonía.